# Гороховский, Лазарь Захарович
Лазарь Захарович Гороховский (1925—1996) — советский учёный, доктор педагогических наук, профессор, также тренер по прыжкам в воду. Заслуженный работник физической культуры РСФСР (1986).

## Биография
Родился 10 мая 1925 года в Киеве в еврейской семье.
В августе 1944 года был призван в РККА и стал участником Великой Отечественной войны, которую окончил в звании старший лейтенант. Служил в армии по октябрь 1950 года.
В 1961 году защитил кандидатскую диссертацию на тему «О методике обучения прыжкам в воду» (или «Техника и методика обучения прыжкам в воду — полуоборотам назад»).
С 1962 по 1969 год Лазарь Гороховский был заведующим кафедрой плавания Узбекского института физической культуры, затем — старшим научным сотрудником ГЦОЛИФК, а с 1991 года начал работать преподавателем, позже стал профессором и заведующим кафедрой физического воспитания факультета физической культуры и спорта МГПИ имени В. И. Ленина.
В 1990 году защитил диссертацию на соискание учёной степени доктора педагогических наук на тему «Основы техники и методика обучения сложнокоординационным двигательным действиям в прыжках в воду».
Работал руководителем комплексной научной группы сборной СССР по прыжкам в воду — исследовал технику винтовых вращений, разработал методику обучения винтовых прыжков. Был автором ряда книг, посвящённых, в частности, прыжкам в воду.
Был удостоен звания «Заслуженный работник физической культуры РСФСР» (1986), награждён медалями, в числе которых «За победу над Германией в Великой Отечественной войне 1941—1945 гг.». Судья всесоюзной категории по прыжкам в воду (1960). Представлял общество «Буревестник» (Ленинград).
Выйдя на пенсию, проживал в Москве в доме, где умер в 1996 году и похоронен на Востряковском кладбище.
Был женат на Лазарь Захарович был женат на Р. П. Харитоновой (1932—2020), спортсменке, мастере спорта СССР международного класса.